# Carl Traugott Beilschmied
Carl Traugott Beilschmied, auch Karl, (* 19. Oktober 1793 in Langenöls; † 6. Mai 1848 in Herrnstadt) war ein schlesisch-preußischer, deutscher Botaniker und Apotheker.  Sein offizielles botanisches Autorenkürzel lautet "Beilschm."

## Leben
Beilschmied war der Sohn eines Webers, verlor schon mit zwei Jahren seine Eltern und wurde von seinem Großvater und einer Tante aufgezogen. Ab 1803 war er Schüler in der Waisenanstalt Bunzlau und ging ab 1807 in die Apothekerlehre in Beuthen. Dabei erwachte sein Interesse für Botanik. Ab 1814 war er drei Jahre in Breslau, dann wieder in Beuthen und er war ab 1819 Apothekergehilfe in Berlin. Dabei hörte er Vorlesungen an der Universität und begann, nachdem er 1820 eine Apothekerstelle in Bonn angenommen hatte, an der dortigen Universität bei Nees von Esenbeck, dessen Herbar er ordnete. Das Studium wurde durch ein Stipendium aufgrund seiner Arbeit über die Flora der Umgebung von Beuthen ermöglicht. 1822 wurde er Provisor einer Apotheke in Ohlau, die er 1826 übernahm, indem er die Witwe des vorherigen Besitzers heiratete. Er starb an Tuberkulose in Herrnstadt, wo seine Tochter einen Apotheker geheiratet hatte.
Er befasste sich besonders mit Pflanzengeographie. 1831 gab er die Pflanzengeographie von Alexander von Humboldt heraus und 1829 veröffentlichte er eine deutsche Übersetzung der Stämme des Gewächsreiches von John Lindley.
Sein Herbarium wurde nach seinem Tod verkauft und ist vermutlich verstreut.

## Ehrungen
1837 wurde er Ehrendoktor in Breslau und am 1. Januar 1838 wurde er unter der Präsidentschaft von Christian Gottfried Daniel Nees von Esenbeck mit dem akademischen Beinamen Stromeyer unter der Matrikel-Nr. 1445 als Mitglied in die Kaiserliche Leopoldino-Carolinische Akademie der Naturforscher aufgenommen. Nees van Esenbeck benannte ihm zu Ehren eine Gattung von Lauraceae.

## Schriften
- Pflanzengeographie, nach Alexander von Humboldt’s Werke ueber die geographische Vertheilhung der Gewächse: mit Anmerkungen, grösseren Beilagen aus andern pflanzengeographischen Schriften und einem Excurse über die bei pflanzengeographischen Floren-Vergleichungen nöthigen Rücksichten. Breslau 1831 (Digitalisat)